# Eulocastra tamsi
Eulocastra tamsi är en fjärilsart som beskrevs av Emilio Berio 1938. Eulocastra tamsi ingår i släktet Eulocastra och familjen nattflyn. Inga underarter finns listade i Catalogue of Life.